# Гость (фильм, 1995)
«Гость» (англ. Houseguest) — американский художественный фильм 1995 года.

## Сюжет
Кевин — весёлый парень, который хочет стать миллионером. Он решил сделать деньги на боссе мафии: взял у него в кредит 5000. На эти деньги он покупает лотерейные билеты, но приходит время отдавать долг, но денег у него нет. Ему приходится скрываться от гангстеров, которые его преследуют. Под видом другого человека он попадает в одну семью, которая живёт в дорогом пригороде, где с ним происходят удивительные и весёлые приключения.